# Dicranomyia peringueyi
Dicranomyia peringueyi är en tvåvingeart som beskrevs av Alexander 1917. Dicranomyia peringueyi ingår i släktet Dicranomyia och familjen småharkrankar. Inga underarter finns listade i Catalogue of Life.